# Махмутов Мірза Ізмаїлович
Махмутов Мірза Ізмаїлович (нар. 1 травня 1926, с. Алтари, Мордовія, Російська РФСР — пом. 25 березня 2008, Казань, Росія) — радянський і російський педагог-теоретик, сходознавець. Член-кореспондент (1968), академік Академії педагогічних наук СРСР (1978), академік (1991), академік-секретар АН Татарстану (1996), дійсний член РАО (1993). Доктор педагогічних наук (1972), професор (1978). Заслужений діяч науки РФ (1996). Державний, громадський діяч, організатор освіти в Республіці Татарстан. Один із засновників проблемного навчання в Росії.

## Біографія
Мірза Махмутов закінчив курси трактористів у Лямбірі у 1942 році. Потім працював механізатором Лямбірської МТС.
У 1944—1956 роках служив у лавах Радянській Армії: професійний розвідник-нелегал. Він також учасник німецько-радянської війни (1944—1945). Закінчив Іркутське військове авіатехнічне училище у 1948 році, а потім у 1955 році східний факультет Військового інституту іноземних мов.
У 1956 році почав трудову діяльність викладачем арабської та татарської мов Казанського державного університету. З 1958 по 1976 рік Мірза Махмутов обіймав посаду міністра освіти Татарської АРСР. У 1976 році був переведений на посаду директора НДІ профтехпедагогіки АПН СРСР. З 1992 по 1995 роки Мірза Махмутов працював ректором Татаро-американського регіонального коледжу у місті Казань. З 1995 року він академік-секретар Відділення соціально-економічних наук АН Республіки Татарстан.
Похований Мірза Махмутов на Татарському кладовищі в місті Казані.

## Наукова діяльність
Відомий працями в галузі лексикології східних мов. Розробив теорію методів проблемно-розвивального навчання в загальноосвітній і професійній школі. Монографія «Сучасний урок» (М.,1985) удостоєна премії ім. Н. К. Крупської. Мірза Махмутов підготував 9 докторів і 36 кандидатів педагогічних наук. Опублікував близько 500 робіт. З 1959 по 1980 рік обирався депутатом Верховної Ради Татарської АРСР. З 1963 по 1976 роки Мірза Махмутов — член Міжнародного комітету ЮНЕСКО з ліквідації неписьменності, експерт ЮНЕСКО.

## Нагороди та звання
Лауреат Державної премії Республіки Татарстан в галузі науки (1996). Нагороджений орденом Леніна, двома орденами Трудового Червоного Прапора, Жовтневої революції, медалями.

## Основні роботи
- Арабско-татарско-русский словарь заимствований (В соавт. с Хамзиным Б. З., Сайфуллиным Г. Ш.). — Казань, 1965. (рос.) Перевидана в 1992 році.
- Махмутов М. И. Теория и практика проблемного обучения. — Казань, 1972. — 365 с. (рос.)
- Махмутов М. И. Проблемное обучение: основные вопросы теории. — М., 1975. — 368 с. (рос.)
- Махмутов М. И. Организация проблемного обучения в школе. — М., 1977. — 374 с. (рос.)
- Махмутов Мирза. Мир Ислама. Казань, 2006. — 597 с. (рос.)